# Leiopus stillatus
Leiopus stillatus är en skalbaggsart som först beskrevs av Bates 1884.  Leiopus stillatus ingår i släktet Leiopus och familjen långhorningar. Inga underarter finns listade i Catalogue of Life.